# Neerpelt
Neerpelt ist ein Ortsteil der belgischen Gemeinde Pelt (in die Kempen der Provinz Limburg in der Region Flandern) mit 17.174 Einwohnern (Stand 1. Januar 2018). Der Ort grenzt an die Niederlande und liegt etwa 25 km südlich von Eindhoven. Bis zum 1. Januar 2019 war Neerpelt eine eigenständige Gemeinde.

## Geografie
Neerpelt wird vom benachbarten Overpelt getrennt von der Dommel, einem Nebenfluss der Maas. Der Fluss fließt durch die Ortsmitte.

## Persönlichkeiten

### Söhne und Töchter der Gemeinde
- Jean Laurent (1909–2001), Violinist und Musikpädagoge
- Wim Mertens (* 1953), Komponist und Musikwissenschaftler
- Stijn Coninx (* 1957), Filmregisseur
- Raf Simons (* 1968), Industrie- und Modedesigner
- Bart Goor (* 1973), Fußballspieler
- Belle Pérez (* 1976), Sängerin
- Roy Sentjens (* 1980), Radrennfahrer
- Sem Franssen (* 1984), Fußballspieler
- Jelle Vanendert (* 1985), Radrennfahrer
- Pieter Timmers (* 1988), Schwimmer
- Hans Vanaken (* 1992), Fußballspieler
- Sente Sentjens (* 2005), Radrennfahrer

### Persönlichkeiten, die in der Gemeinde gewirkt haben
Der irische Mönch Willibrord baute Ende des 7. Jahrhunderts eine Kapelle im Neerpelter Ortsteil Herent.

## Europäisches Musikfestival für die Jugend
In Neerpelt findet seit 1953 jedes Jahr ein renommierter Wettbewerb für Jugendchöre und -orchester statt. Dieses Europäische Musikfestival für die Jugend, an dem viele deutsche Gruppen teilnehmen, widmet sich abwechselnd den vokalen und instrumentalen Ensembles.

## Operation Market Garden
Im September 1944 wurde Neerpelt, zusammen mit dem benachbarten Lommel und Overpelt, Anfangsort für die Landtruppen der Operation Market Garden nach der Eroberung der Brücke Joe’s Bridge in Lommel.